# 梅拉斯
梅拉斯（法語：Meyras，法語發音：[mɛʁas]）是法国阿尔代什省的一个市镇，属于拉让蒂耶尔区。

## 地理
梅拉斯（44°40'54"N, 4°16'2"E）面积12.31 平方千米，位于法国奥弗涅-罗讷-阿尔卑斯大区阿尔代什省，该省份为法国东南部内陆省份，北起顺时针与卢瓦尔省、伊泽尔省、德龙省、沃克吕兹省、加尔省、洛泽尔省和上盧瓦爾省接壤。
与梅拉斯接壤的市镇（或旧市镇、城区）包括：希罗勒、法布拉斯、若雅克、蒙珀扎苏博宗、蓬德拉博姆、圣皮埃尔-德科隆比耶、蒂埃。
梅拉斯的时区为UTC+01:00、UTC+02:00（夏令时）。

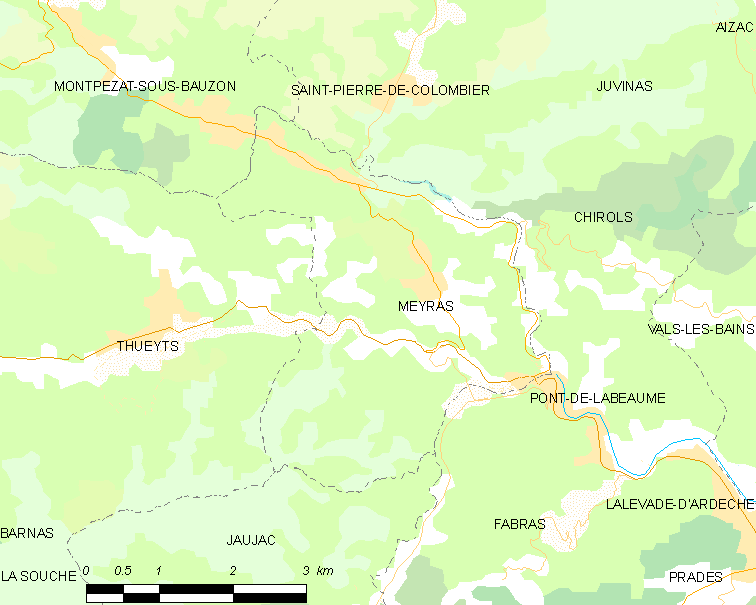
梅拉斯的OSM定位图

## 行政
梅拉斯的邮政编码为07380，INSEE市镇编码为07156。

## 政治
梅拉斯所属的省级选区为上阿尔代什县。

## 人口

1962-2008年间梅拉斯人口变化图示

梅拉斯于2022年1月1日时的人口数量为906人。